# لوئیجی کاپونه
لوئیجی کاپونه (انگلیسی: Luigi Cuppone؛ زادهٔ ۶ اوت ۱۹۹۷) بازیکن فوتبال است.
از باشگاه‌هایی که در آن بازی کرده‌است می‌توان به باشگاه فوتبال پیزا اشاره کرد.